# Lotus en Fórmula 1
Lotus es uno de los equipos más importantes de la historia de la Fórmula 1. El más laureado, fundado por Colin Chapman, compitió entre 1958 y 1994, y cosechó siete campeonatos de constructores y seis campeonatos de pilotos, además de ganar las 500 millas de Indianápolis en 1965 y 1978. En esa época, bajo la dirección de su fundador y diseñador jefe Colin Chapman, Lotus fue responsable del desarrollo de múltiples innovaciones en los monoplazas, tanto en aspectos técnicos como comerciales.
Años más tarde, en 2010, el nombre Lotus volvió a la competición, de la mano de un representante anglo-malayo que no logró devolverle al equipo sus días de gloria. Dos temporadas sin puntos, sumados a disputas legales por competir como "Team Lotus", supuso que dejara de competir como tal para 2012. El camino de representar a Lotus en la Fórmula 1 fue retomado por Lotus F1 Team, un equipo propiedad de Genii Capital que compitió desde 2012 hasta 2015 con la licencia de Lotus Cars.

## Team Lotus (1958-1994)

### Orígenes y primeros años
En 1952, el ingeniero británico Colin Chapman fundó Lotus Engineering Ltd. (posteriormente Lotus Cars) en la ciudad de Hornsey, Reino Unido. Gracias a los modelos Lotus 6 y Lotus 8, la compañía logró alcanzar el éxito en poco tiempo. Dos años más tarde nacería el Team Lotus tras separarse de Lotus Engineering para ser su equipo hermano en competiciones automovilísticas.
En 1958 Lotus entró en el Mundial de Fórmula 1 con los pilotos británicos Cliff Allison y Graham Hill. El debut se produjo en la segunda prueba del Campeonato, el Gran Premio de Mónaco celebrado el 18 de mayo de ese año. Allison se quedó a las puertas de los puntos con su sexto puesto, mientras que Hill se vio obligado a abandonar debido a una avería. Los primeros puntos de la escudería en Fórmula 1 llegaron en el Gran Premio de Bélgica gracias al cuarto lugar de Allison. El equipo concluiría sexto en Mundial de Constructores con tres puntos.
La temporada siguiente fue mejor que la primera, gracias en parte a los puntos obtenidos por Innes Ireland en Holanda y Estados Unidos. Estos cinco puntos le valieron al equipo de Chapman el cuarto puesto final.

### Dominio en los años 60 y 70
La nueva década marcó el inicio de la etapa más brillante de Lotus. Con el nuevo modelo Lotus 18 con motor Climax, el equipo logró subirse al podio por primera vez en su historia gracias al segundo puesto de Ireland en Holanda. Ese año entraría en la escudería uno de los mejores pilotos de todos los tiempos, Jim Clark. El escocés debutó en Holanda con un abandono y en Portugal logró terminar tercero, siendo su primer podio en la Fórmula 1 y el tercero del equipo de Chapman esa temporada. Lotus sumó un total de 34 puntos y un subcampeonato en el Mundial de Constructores.

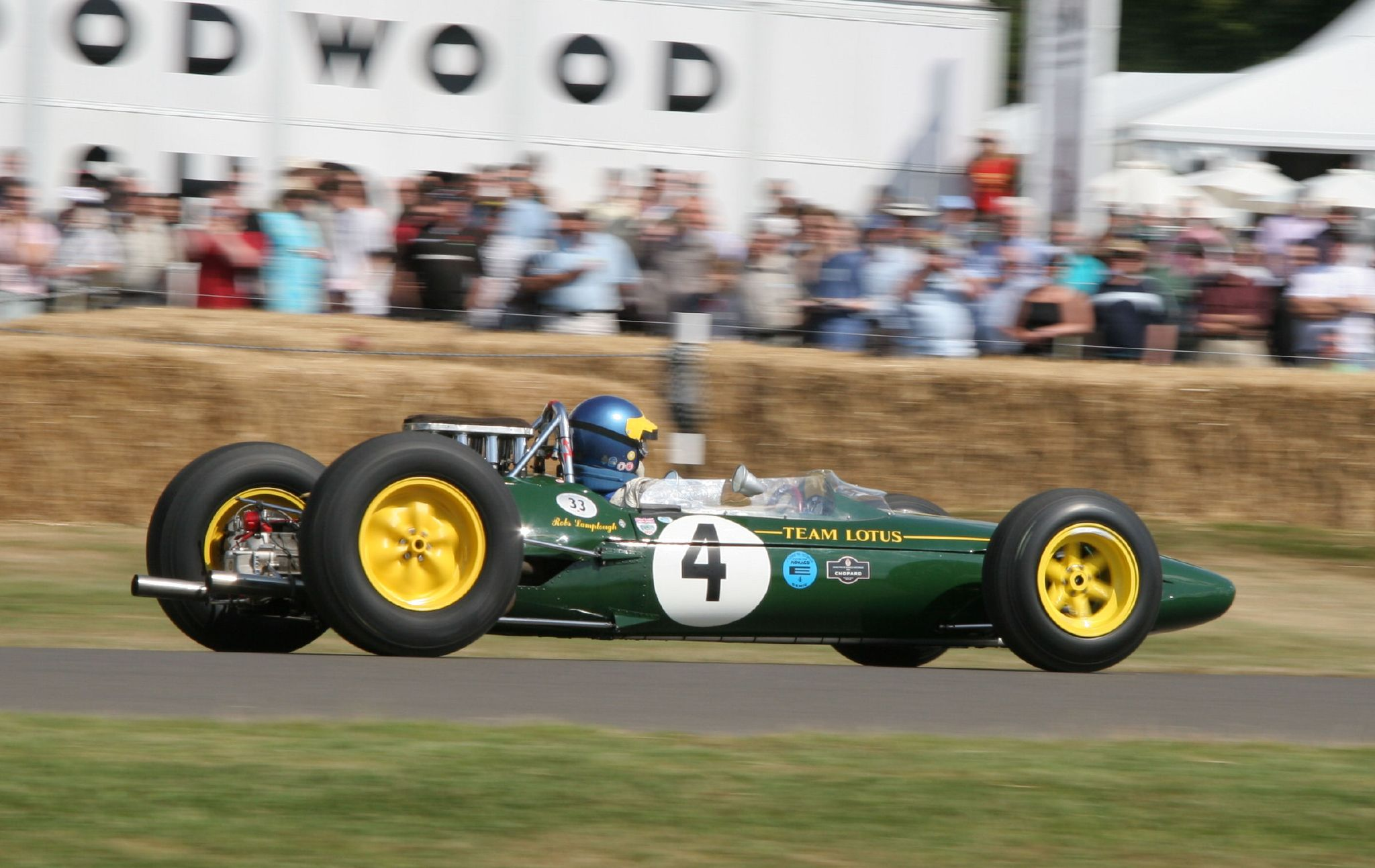
Imagen del Lotus 33 utilizado en 1965

En 1961 la gloria llegaría para el Team Lotus: en el Gran Premio de los Países Bajos de esa temporada Jim Clark obtuvo la primera vuelta rápida del equipo inglés, mientras que sería Ireland quien lograse el primer triunfo en Estados Unidos. Al año siguiente Clark consiguió ganar tres carreras, lo que le permitió a Lotus finalizar en segundo lugar del Mundial de Constructores por tercera temporada consecutiva, aunque la consagración definitiva se produjo con el Lotus 25 de 1963, el primer coche de la historia de la Fórmula 1 que introdujo el chasis monocasco. Con este monoplaza revolucionario Jim Clark ganó siete carreras y logró seis poles y vueltas rápidas que le llevaron a ganar su primer Mundial de Pilotos y contribuyó a que el equipo se alzara con la corona del Mundial de Constructores por primera vez. Al año siguiente estuvieron en condiciones de defender su título, pero debido a problemas mecánicos en el Lotus, John Surtees ganó el campeonato para Ferrari en el último GP. Esta vez sí, Clark repitió título en 1965 al ser el dominador de la temporada con 6 victorias, 6 poles y 6 vueltas rápidas.
En 1970, Jochen Rindt se proclamó campeón del mundo con el poderoso Lotus 72 con 5 victorias pese a perder la vida en un accidente durante los entrenamientos del GP de Italia. Fue el único campeón a título póstumo de la historia de la F1.
Tras ese suceso, el nuevo número 1 del equipo, el brasileño Emerson Fittipaldi se coronó en 1972 como el campeón más joven de la historia de la Fórmula 1 (hasta la llegada de Alonso y Vettel) y en 1973 fue subcampeón en su último año en el equipo. En esa temporada, el talentoso sueco Ronnie Peterson hizo una irrupción brillante en el equipo ganando cuatro carreras ese año. Unos años después, en 1978, con Mario Andretti a la cabeza, Lotus volvía a lo más alto gracias al Lotus 79, el primer coche con efecto suelo, aunque desgraciadamente Peterson perdió la vida en aquella temporada en Monza. Después de aquel éxito tanto de pilotos como de constructores, Lotus no volvería a ganar ningún título más a partir de entonces. Los rivales pillaron el truco del efecto suelo muy rápido y ni la llegada de Carlos Reutemann surtió efecto. Durante todos esos años el equipo fue mundialmente reconocido por llevar la legendaria publicidad dorada y negra de la marca tabacalera John Player Special.

### Declive en los años 80
Tras la muerte de Chapman en diciembre de 1982, Peter Warr se hizo cargo de la escudería Lotus, pero los siguientes coches que diseñó no fueron competitivos. A mediados de 1983, Lotus contrató al diseñador francés Gérard Ducarouge y, en cinco semanas, se construyó el Lotus 94T turbopropulsado por Renault. El cambio a neumáticos Goodyear en 1984 permitió Elio de Angelis terminar tercero en el Campeonato del Mundo, a pesar de que el italiano no ganó una carrera. El equipo también terminó en 3.ª posición en el Campeonato de Constructores. Cuando Nigel Mansell se marchó al final del año, el equipo contrató a Ayrton Senna.

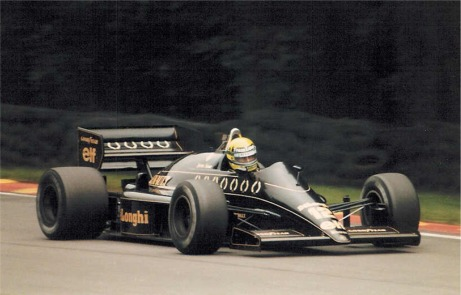
Ayrton Senna manejando para Lotus en el Gran Premio de Gran Bretaña de 1986

El Lotus 97T fue otro triunfador sólido que permitió a De Angelis ganar en Imola; y a Senna, en Portugal y Bélgica. Pero aunque había vuelto a ganar carreras, Lotus no pudo mantener el tercer puesto en el Campeonato de Constructores, que fue para Williams, con una victoria más que Lotus. Senna logró ocho pole positions, con dos victorias (España y Detroit) en 1986 al volante del revolucionario Lotus 98T. Lotus volvió a terminar 3.º en el Campeonato de Constructores, por delante de Ferrari. Al final del año, el equipo perdió su longevo patrocinador John Player Special y lo sustituyó por Camel. El rendimiento de Senna atrajo la atención de Honda y cuando Lotus acordó la contratación de Satoru Nakajima como su segundo piloto, firmaron un contrato de suministro de motores. El Lotus 99T diseñado por Ducarouge incorporaba todas las funciones suspensión activa, pero Senna sólo venció dos veces, en Mónaco y Detroit, con el equipo de nuevo terminando tercero en el Campeonato de Constructores, al igual que el año anterior detrás de sus rivales británicos Williams y McLaren, pero por delante de Ferrari. El brasileño se fue a McLaren en 1988 y Lotus firmó al compatriota de Senna y luego campeón del mundo Nelson Piquet, de Williams. Tanto Piquet como Nakajima no estuvieron en condiciones de luchar por ganar carreras. Sin embargo, el equipo se las arregló para terminar cuarto en el Campeonato de Constructores.

### El final de un ciclo: Años 90
Tras diseñar un Lotus 100T poco exitoso, Ducarouge decidió regresar a Francia en 1989 y Frank Dernie ocupó su puesto, mientras Lotus cambió a los motores Judd V8. Al terminar el 1989, tanto Piquet como Nakajima abandonaron Lotus, que acordó el suministro de motores Lamborghini V12 y el fichaje de Derek Warwick y Martin Donnelly como nuevos pilotos. La temporada 1990 fue bastante mala para la escudería, ya que sólo logró puntuar dos veces gracias a Derek Warwick, que fue 6.º en Canadá y 5.º en Hungría; mientras Martin Donnelly sufrió un grave accidente en Jerez. Al concluir el año, Camel retiró su patrocinio de Lotus.
1994 sería la última temporada para este exitoso equipo, hasta que muchos años después su nombre volviese a la Fórmula 1.

## Team Lotus (2010-2011)

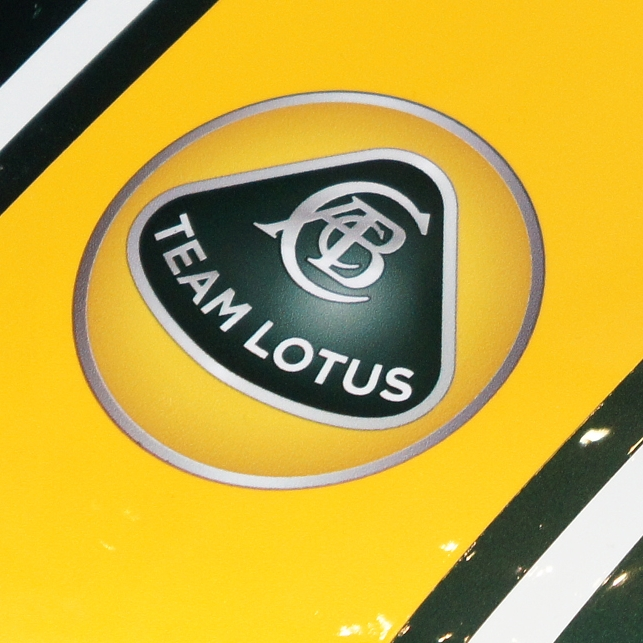
Logo del Team Lotus, presente en el Lotus T128.

### Buscando repetir éxitos pasados
2010 no fue un año más para los fanáticos de Lotus. Es que luego de una década y media, el nombre de uno de los equipos más importantes de la historia de la Fórmula 1 hacía su reaparición. Team Lotus fue una escudería anglo-malaya que compitió en la Fórmula 1 en 2010 y 2011, en un intento por devolver al equipo Team Lotus a la máxima categoría del automovilismo. Durante la temporada entrante fue conocida como Lotus Racing, mientras que en su última temporada utilizó el nombre e imagen del mítico equipo, tras adquirir durante 2010 los derechos de la marca Team Lotus y su patrimonio histórico. Esto generó que fuese considerado por varios medios de prensa especializados como la continuación del histórico equipo de Chapman.
El martes 15 de septiembre de 2009, la FIA anunció el regreso del nombre de Lotus a la Fórmula 1, generando un gran impacto en el mundo del automovilismo. El equipo entró sustituyendo, pero no comprando, la plaza del equipo BMW Sauber, el mismo que regresaría a la competición como Sauber F1 Team. Respecto a los pilotos, se especuló con que el ex campeón Jacques Villeneuve pudiese retornar a la categoría, luego de que lo admitiera Mike Gascoyne el 9 de noviembre de 2009, pero el canadiense no llegó a correr con el equipo. El 14 de noviembre, Tony Fernandes, director del equipo, dijo a la prensa que el equipo había firmado su primer piloto, pero sin dar ningún nombre. Posteriormente, el mismo Fernandes afirmó que el equipo tenía que decidir entre 4 pilotos para los 2 volantes. Finalmente, el lunes 14 de diciembre se confirmó a Jarno Trulli y Heikki Kovalainen como pilotos titulares. A su vez, se informó que Fairuz Fauzy va a tener un asiento como piloto de pruebas y reserva.

### Complicado regreso de Lotus a la F1

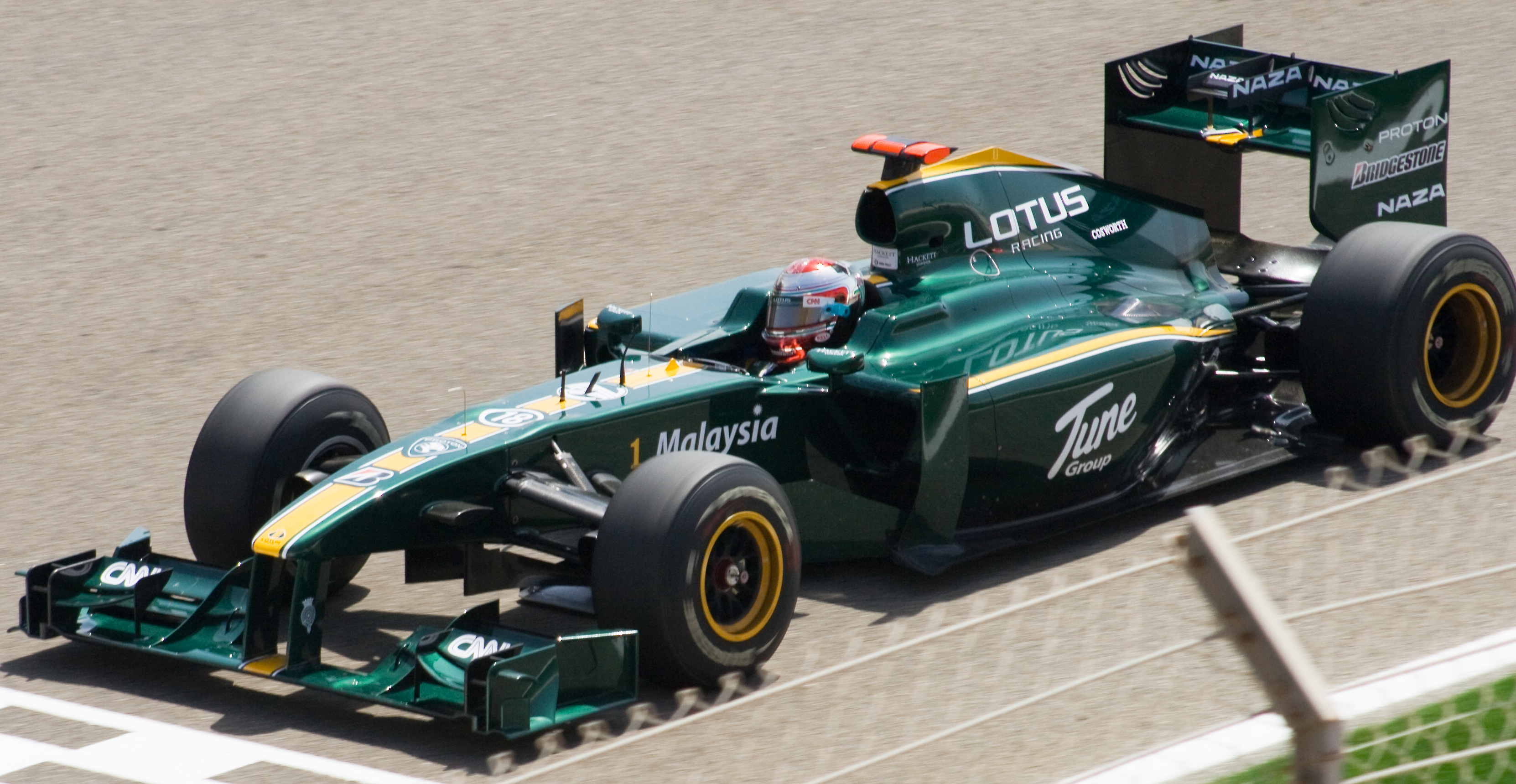
Jarno Trulli en el Gran Premio de Baréin de 2010.

En su debut en la Fórmula 1, en el GP de Baréin, Lotus tuvo el mejor ritmo entre los nuevos equipos, aunque lejos de los demás. En carrera, Heikki Kovalainen consiguió llegar a la línea de meta a sólo dos vueltas del ganador, en lo que fue un estreno prometedor para una nueva escuadra. En la siguiente carrera, en Australia, el piloto finlandés acabó en un destacable 13.º puesto, el mejor resultado del equipo durante muchas carreras.
El equipo anunció una gran evolución a partir de las carreras en Europa. En la quinta fecha del calendario, en España, Lotus introdujo su primera gran evolución, con la que pretendió dar un importante salto cualitativo. No obstante, les costó poder alcanzar los objetivos deportivos que se habían planteado, y tras no conseguir dar el salto de calidad esperado, durante el verano concentraron sus esfuerzos en el monoplaza del próximo año.
Ello no impidió que, en Japón, sus monoplazas llegaran a la meta en 12.ª y 13.ª posición en lo que fue su mejor resultado. No consiguieron puntuar, pero acabaron la temporada en 10.º puesto en constructores, superando a los otros dos equipos nuevos. En lo que respecta a los días sábados, su mejor clasificación fue el 15.º puesto logrado por Heikki Kovalainen en Malasia, mientras que su mejor posición de largada fue conseguida en la parrilla del Gran Premio de Bélgica, en la que Kovalainen clasificó 16.º pero largó 13.º.

### Festejo de los 500 Grandes Premios

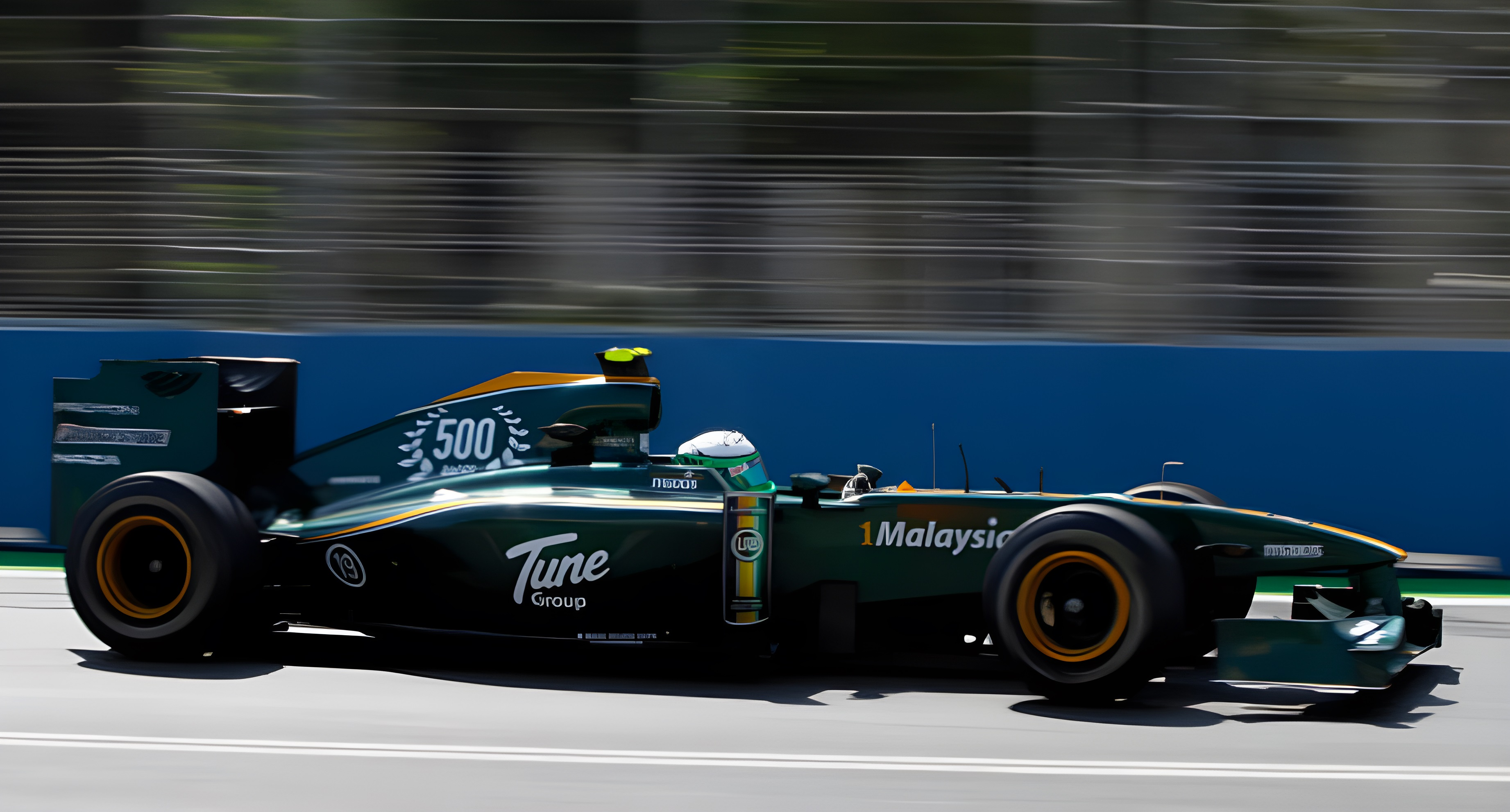
Para la ocasión, Lotus cambió la decoración habitual del coche y agregó un logo con el número 500.

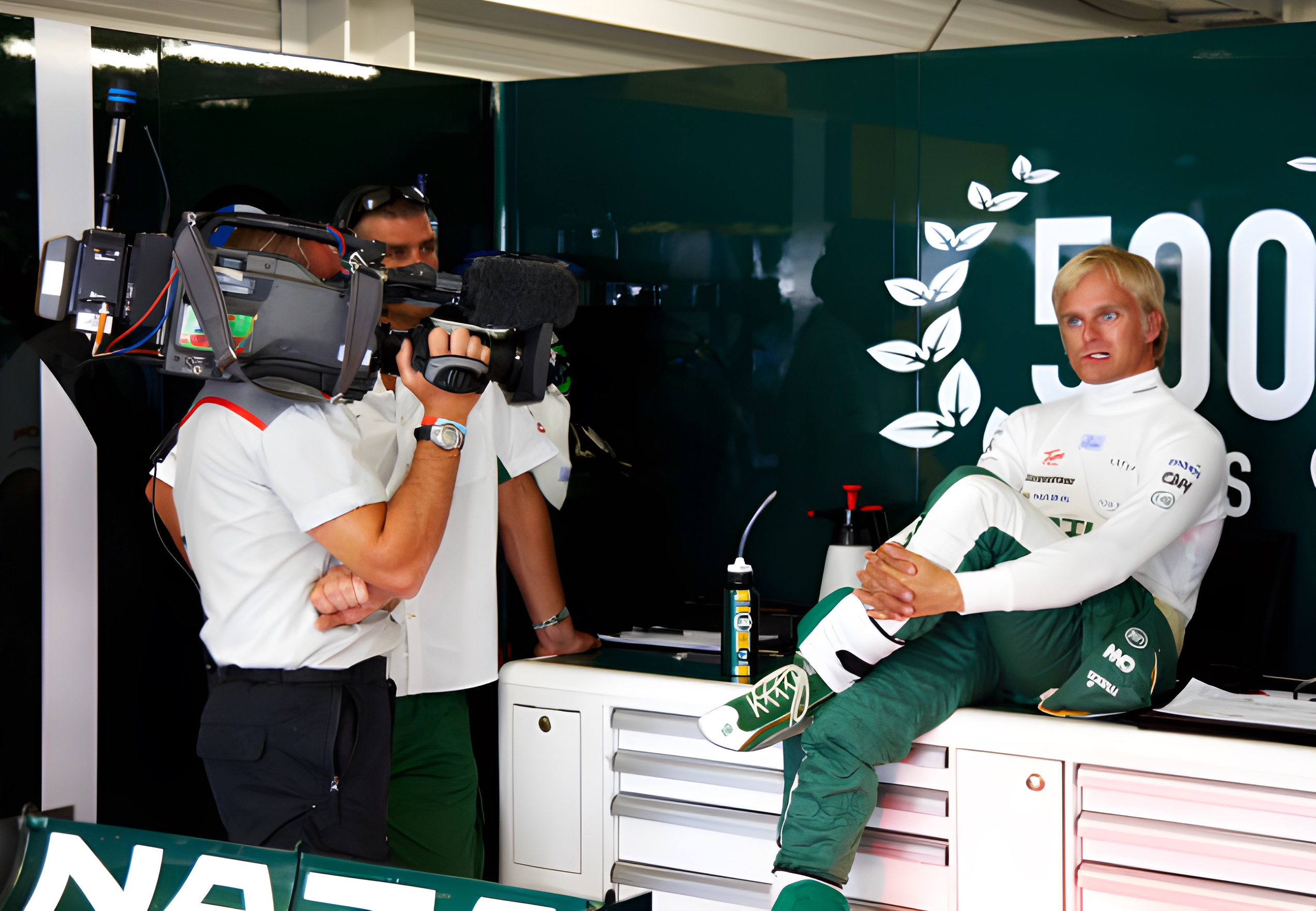
El logo conmemorativo estuvo presente durante todo el fin de semana.

Durante el Gran Premio de Europa de 2010, disputado en el circuito urbano de Valencia, el equipo Lotus festejó sus 500 Grandes Premios en la Fórmula 1, contabilizando las 493 carreras que disputó Team Lotus entre 1958 y 1994. Para dicha ocasión, el equipo cambió la decoración habitual de su monoplaza, incluyendo el número 500 entre laureles en ambos lados de la parte trasera del Lotus T127, así como su inclusión dentro de las instalaciones del box y en otras áreas.
De esta celebración, también participó la familia de Chapman, fundador de Team Lotus en la década de los 50, adquiriendo el equipo una mayor notoriedad a la habitual. Este festejo fue el puntapié inicial para que, medio año después, el equipo confirmara la compra de los derechos sobre la marca "Team Lotus", su nombre y sus símbolos para su uso en 2011.
A nivel deportivo, el festejo no fue el esperado. Lotus se despidió del circuito callejero de Valencia con sólo uno de los coches habiendo podido finalizar la carrera (Jarno Trulli), mientras que Heikki Kovalainen protagonizó un peligroso accidente con Mark Webber (Red Bull).

### Última temporada sin éxito

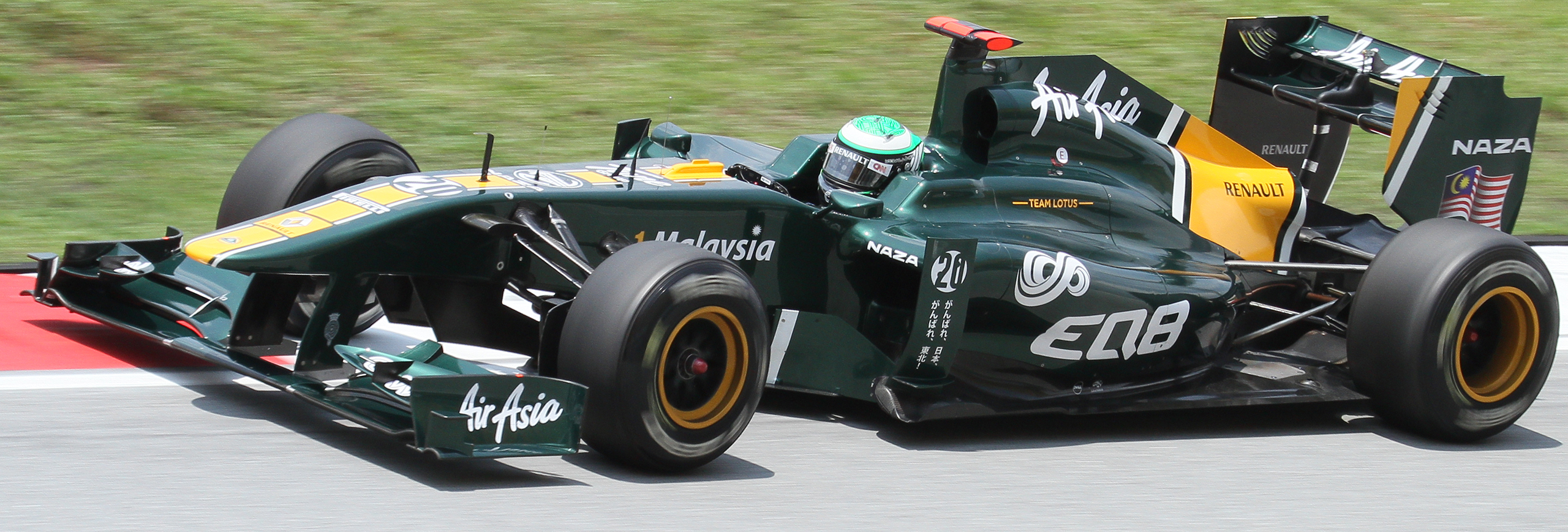
Heikki Kovalainen en el Lotus T128, durante unos entrenamientos libres en Malasia.

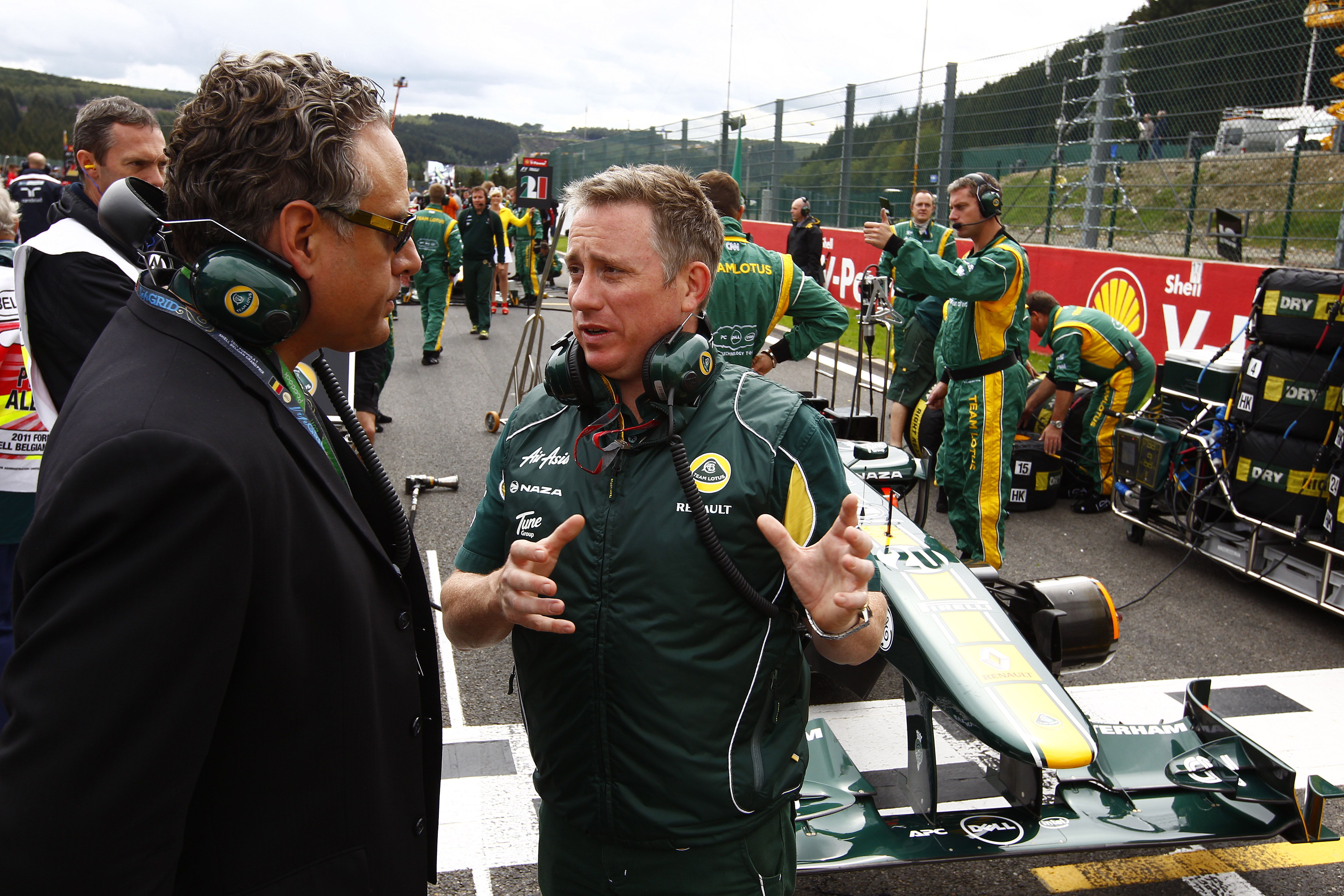
Plantilla de Team Lotus, ubicados en la grilla de partida del Gran Premio de Bélgica de 2011.

Para 2011 Lotus Racing pasó a llamarse Team Lotus, tras haber adquirido en 2010 todos los derechos históricos, la marca y la imagen del Team Lotus, significando la finalización legal del retorno del histórico equipo de Colin Chapman, proceso iniciado en 2010. Contó en la temporada 2011 con motores Renault y cajas de cambios y sistemas hidráulicos de Red Bull en su Lotus T128. Pese a ello, las prestaciones del equipo apenas mejoran respecto a las de la temporada pasada. Lotus obtuvo una discreta 10.ª posición en el campeonato de constructores, aunque con mayor holgura que su antecesor con respecto a Virgin Racing y HRT, pero todavía lejos de las escuderías establecidas y sin ninguna unidad. No obstante, para algunos medios especializados, el panorama de Lotus era prometedor de cara al futuro cercano.
Los discretos resultados obtenidos, sumados a los juicios que tuvo que afrontar por parte de Lotus Cars por competir como "Team Lotus", dificultaron la situación del equipo. El 27 de mayo de 2011, el Tribunal Superior dictaminó que el equipo podría seguir utilizando el nombre Lotus en la F1 y se confirmó a Fernandes como el propietario del nombre Team Lotus con el derecho a llamar a sus coches "Lotus" y usar el logotipo de la marca según los términos del acuerdo de 1985 entre Lotus Cars y Team Lotus. Sin embargo, a partir de 2012 su plaza fue reemplazada por Caterham Cars bajo la denominación de Caterham F1 Team, para evitar posibles disputas legales con Lotus Cars (propietario de los coches Lotus), por el derecho al uso del nombre "Lotus" en Fórmula 1.

## Lotus F1 Team (2012-2015)

### Inicio prometedor
Siendo finalizada la era como equipo de carreras, Renault pasa a partir del 2012 de ser el gran equipo campeón del mundo de Fórmula 1 con Fernando Alonso a servir de plataforma para el regreso definitivo de la escudería Lotus. El equipo británico anunció el fichaje del campeón del mundo de 2007, Kimi Räikkönen, dos días después del GP de Brasil 2011. La continuidad de Vitaly Petrov no estaba asegurada, y se barajaban entonces varias opciones. Finalmente, se anunció que el piloto que acompañaría a Räikkönen sería el francés Romain Grosjean.

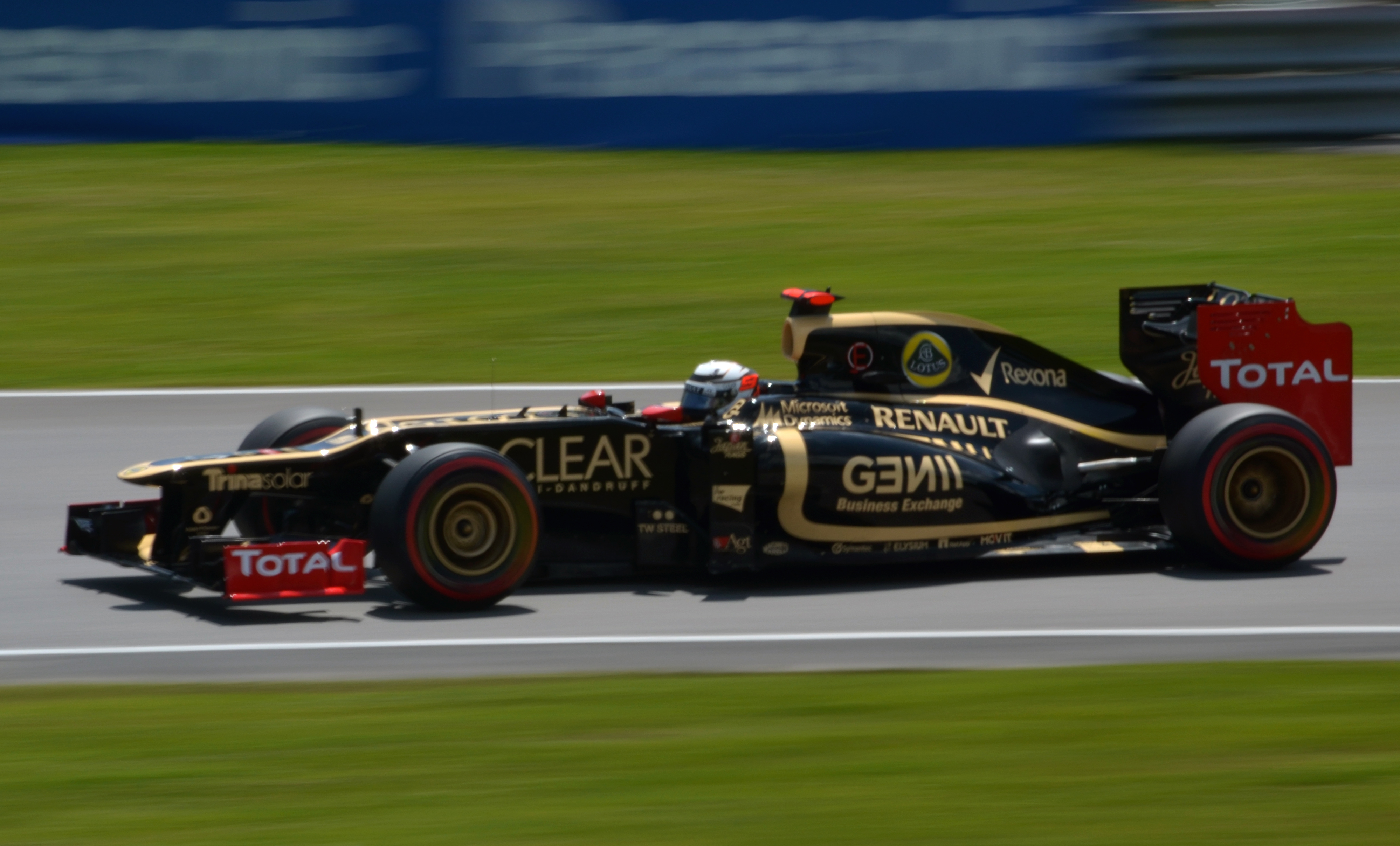
Kimi Räikkönen al volante del Lotus E20.

El nuevo monoplaza del equipo, llamado Lotus E20, fue presentado el 5 de febrero de 2012 en la sede del equipo en Enstone. Con el regreso definitivo del mítico nombre a la máxima categoría y la contratación de Kimi Räikkönen, la escudería pretende volver a luchar por las victorias en los próximos años. Lotus se presentó en Australia con altas expectativas, ya que consiguieron tiempos rápidos en los test de pretemporada. El debut en el GP de Australia fue prometedor, ya que Grosjean se clasificó 3.º, pero en carrera tuvo que abandonar y Kimi remontó hasta el 7.º puesto. En Malasia hubo una carrera complicada en lluvia en la que Räikkönen se las arregló para acabar 5.º y marcar la vuelta rápida, demostrando el potencial del E20.
El 6 de abril de 2012, se anuncia que, debido a las pérdidas económicas, Lotus Group cancela su patrocinio con la escudería de Enstone. Como resultado, Proton pierde la opción de adquirir parte del equipo británico, aunque su nombre no se verá alterado.
El equipo tuvo un GP de Baréin sin incidentes y logró el 2.º y el 3.º puesto, mostrando un gran ritmo de carrera. En las siguientes pruebas se consolida como equipo puntero y obtiene podios con asiduidad, rozando la victoria en carreras como la de Valencia (Grosjean abandonó cuando era 2.º y Räikkönen logró esa posición) o la de Hungría (Räikkönen finalizó 2.º y Grosjean 3.º). Gracias a estos buenos resultados, Lotus consigue pelear por el subcampeonato de constructores con McLaren y Ferrari.
Debido a la sanción que impedía a Romain Grosjean competir en el GP de Italia, el director deportivo de Lotus, Éric Boullier anunció que sería el piloto reserva Jérôme d'Ambrosio quien le reemplazaría. En la parte final del campeonato, el Lotus no es tan competitivo y se descuelga respecto a sus rivales, quedándose 4.º en el mundial de constructores. Pero en Abu Dabi, Räikkönen se aprovecha de los múltiples incidentes y logra la victoria que tanto había buscado Lotus.
Ya finalizada la temporada, muchos portales web referentes a la F1 catalogaron a Lotus como uno de los mejores equipos de 2012, debido a su competitividad, buenas actuaciones y desarrollo del E20, el cual cosechó una victoria y múltiples podios. A pesar de los buenos resultados deportivos, la falta de patrocinadores de peso (recuérdese la marcha de Lotus Group) se tradujeron en registros económicos negativos, con unas pérdidas millonarias, según el periódico inglés The Telegraph.

### Etapa de crecimiento

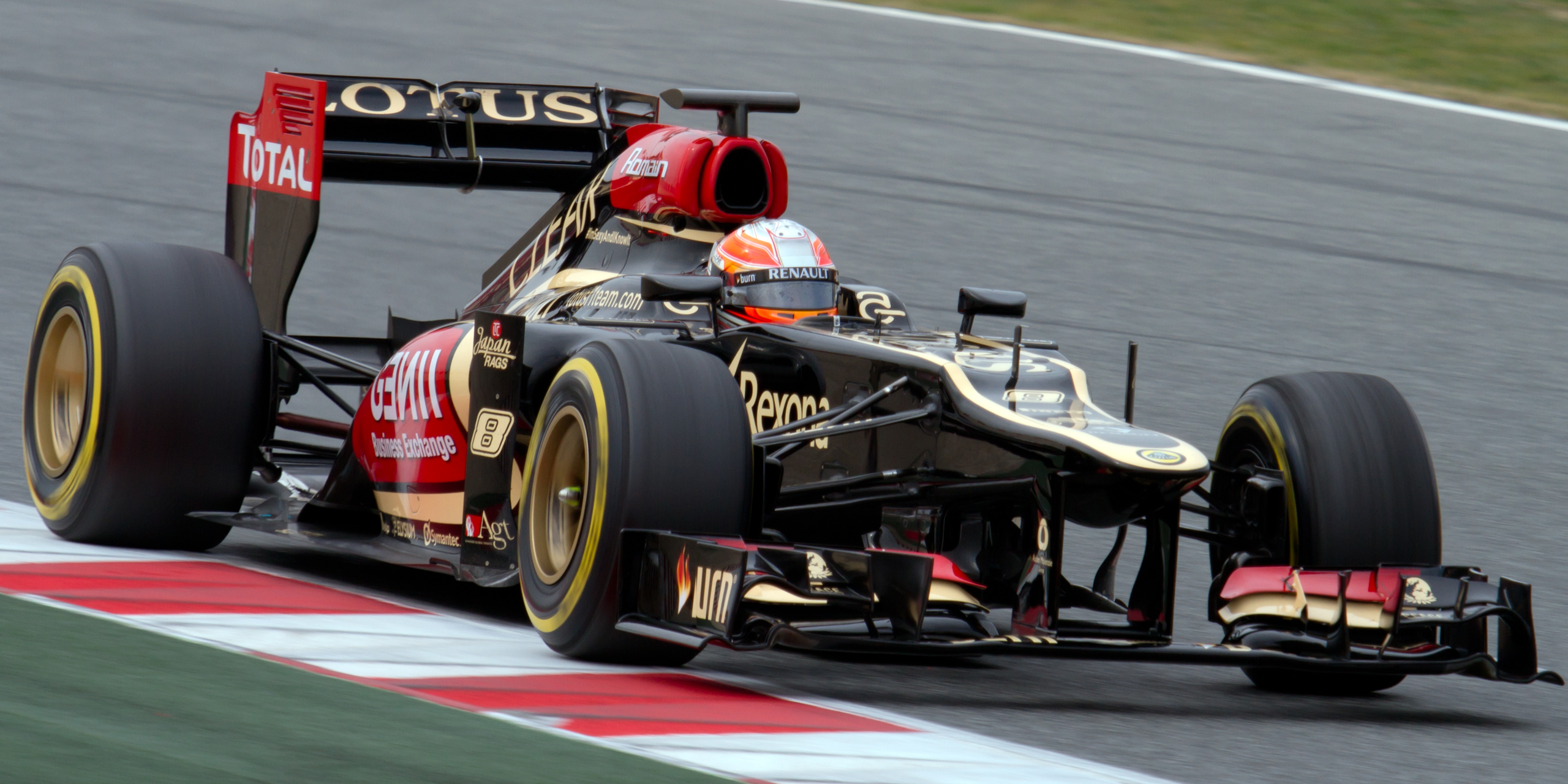
Romain Grosjean, pilotando el Lotus E21 durante los test de pretemporada.

Lotus confirmó la continuidad de Räikkönen para 2013 en octubre de 2012, mientras que la renovación de Grosjean llegó en diciembre. El E21, monoplaza con el cual Lotus F1 compite en 2013, se presentó el 28 de enero en las instalaciones de la compañía en Enstone, Inglaterra.
Tras unas prometedoras pruebas de pretemporada, Lotus lograba la victoria en el GP de Australia de la mano de Kimi Räikkönen, gracias a una estrategia de dos paradas favorecida por el cuidado de los neumáticos. Una carrera marcada por la lluvia en Malasia impidió que la formación de Enstone mostrara todo su potencial, pero en China el equipo vuelve a demostrar su competitividad con un segundo puesto de Kimi Räikkönen. En el GP de Baréin, Lotus consigue un doble podio, con Kimi 2.º y Grosjean 3.º tras un cambio de chasis.
El hasta entonces director técnico de la escudería, James Allison, anunció su marcha (posteriormente recaló en Ferrari) y Nick Chester fue ascendido para ocupar su vacante. Por otro lado, Andrew Ruhan se incorporó a la escudería como nuevo directivo y accionista del equipo, adquiriendo el 2% del mismo por aproximadamente un millón de libras. El equipo seguía mostrando su fortaleza en el GP de España, donde Kimi Räikkönen logró otro segundo puesto, pero en Mónaco y Canadá el monoplaza no se mostró tan competitivo y apenas pudo salvar algunos puntos, perdiendo comba en favor de rivales como Mercedes. El 18 de junio, el grupo inversor Infinity Racing (posteriormente, Quantum Motorsports) fue anunciado como nuevo accionista de Lotus, manifestando su intención de comprar un 35% del equipo. Sin embargo, después de muchas negociaciones, el acuerdo no llegó a producirse, con lo cual Genii Capital conserva el 98% de las acciones de la escudería.
Con el regreso a Europa, Lotus volvió a luchar por los podios, con Kimi Räikkönen obteniendo dos segundos puestos en Alemania y Hungría, llegando al descanso de verano habiendo sumado 8 podios en 10 carreras y hallándose en buena posición en ambos campeonatos. No obstante, su situación económica apenas le permitió desarrollar el E21 en el resto de la temporada. No obstante, el GP de Bélgica fue decepcionante para la escudería, ya que Kimi Räikkönen tuvo que abandonar por un problema de frenos y Romain Grosjean sólo pudo ser octavo. Antes del GP de Italia, donde tampoco se pudieron lograr buenos resultados, Lotus anuncia un acuerdo de dos años con un nuevo socio, la compañía de inversiones de Dubái Emaar Properties.
Al llegar la recta final del campeonato en tierras asiáticas, Lotus vuelve a ser competitivo: en el GP de Singapur, la estrategia permite a Kimi Räikkönen sobreponerse a una mala clasificación y volver al podio. En Corea, Lotus estrenó una distancia más larga entre ejes y el éxito fue doble, con el piloto finlandés en segundo puesto y Romain Grosjean en el tercero. En las dos siguientes carreras, el piloto francés siguió brillando y ocupó el tercer escalón del podio.
Para el GP de Estados Unidos, Kimi Räikkönen, que no estaba cobrando el sueldo que le debía el equipo, no pudo estar presente debido a una cirugía en su espalda. Fue sustituido por Heikki Kovalainen en esta y la siguiente y última prueba del año en Interlagos. El hasta entonces piloto probador de Caterham no rindió al nivel esperado, y pese a un sólido 2.º puesto de Romain Grosjean en Austin, Lotus no tuvo opciones de mejorar el 4.º puesto del campeonato.

### Años difíciles

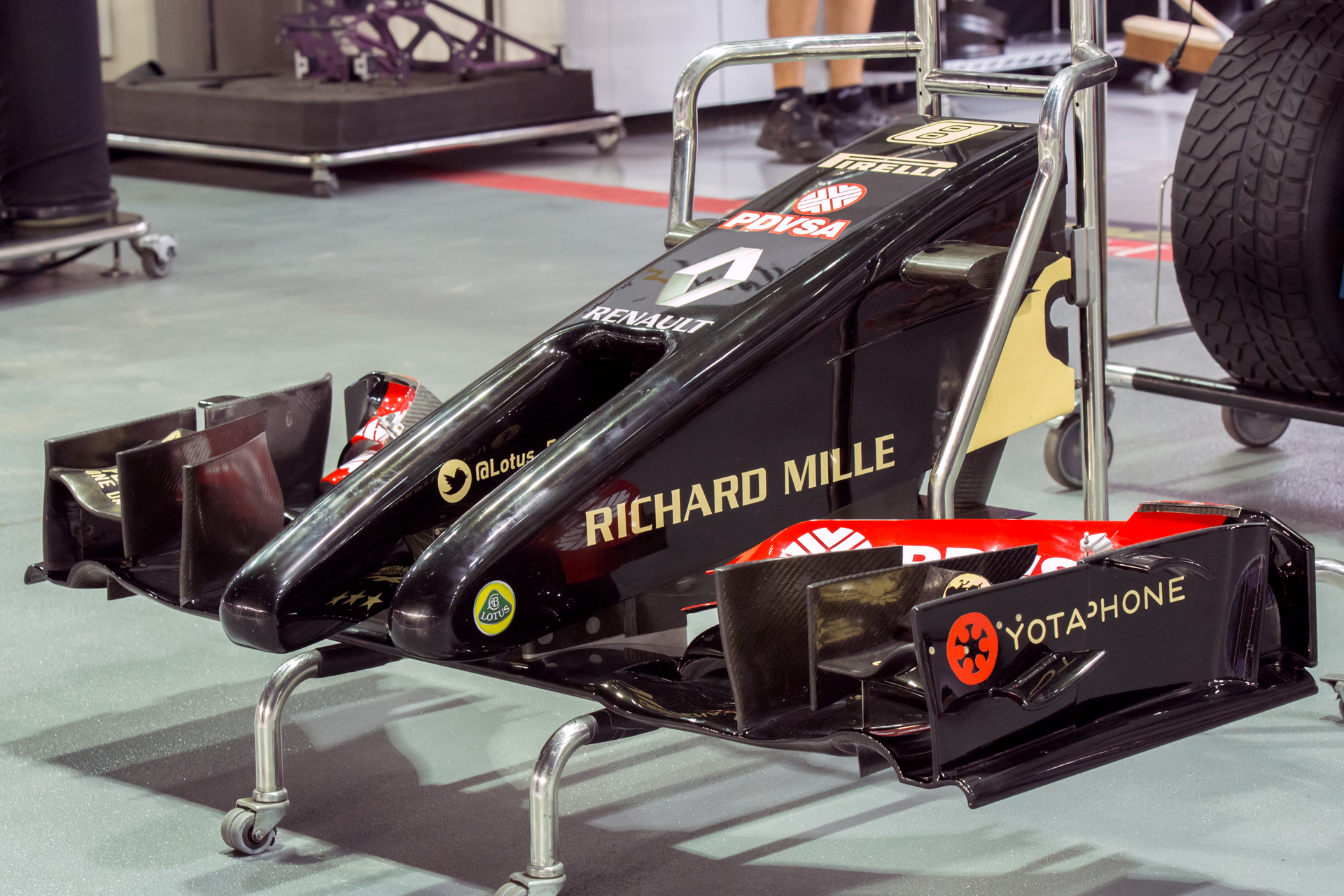
Para 2014 Lotus quiso innovar con un morro más agresivo, pero no les dio resultado.

El 29 de noviembre de 2013, Lotus confirma oficialmente a Pastor Maldonado y Romain Grosjean como sus pilotos para 2014. Éric Boullier dimitió de su cargo como jefe de equipo, siendo sustituido por el propietario del equipo, Gerard Lopez. Deportivamente, los nuevos propulsores V6 turbo de Renault mostraron importantes problemas de fiabilidad, que complicaron los entrenamientos de pretemporada a Lotus y provocaron los abandonos de sus dos pilotos en el GP de Australia. En el GP de China se vio una pequeña mejora del equipo, ya que Grosjean se clasificó 10.º el sábado, pero no pudo puntuar el domingo por otra avería. En el GP de España, el motor del coche responde con mayor potencia, ayudando al piloto francés a obtener el 5.º puesto en la parrilla y a terminar 8.º la carrera, logrando así los primeros puntos del 2014 para Lotus. En la prueba siguiente (Montecarlo), el equipo no fue tan competitivo como esperaba, pero los abandonos ajenos permitieron a Grosjean volver a sumar otros cuatro puntos. En las siguientes carreras, Lotus no repite ese rendimiento, viéndose perjudicado por la prohibición del sistema FRIC, y vuelve a quedarse lejos de los puntos, con lo cual se decide por concentrar sus esfuerzos en el próximo año. No obstante, en la antepenúltima prueba de la temporada, Pastor Maldonado logra sus primeros puntos con Lotus al terminar en 9.º puesto.

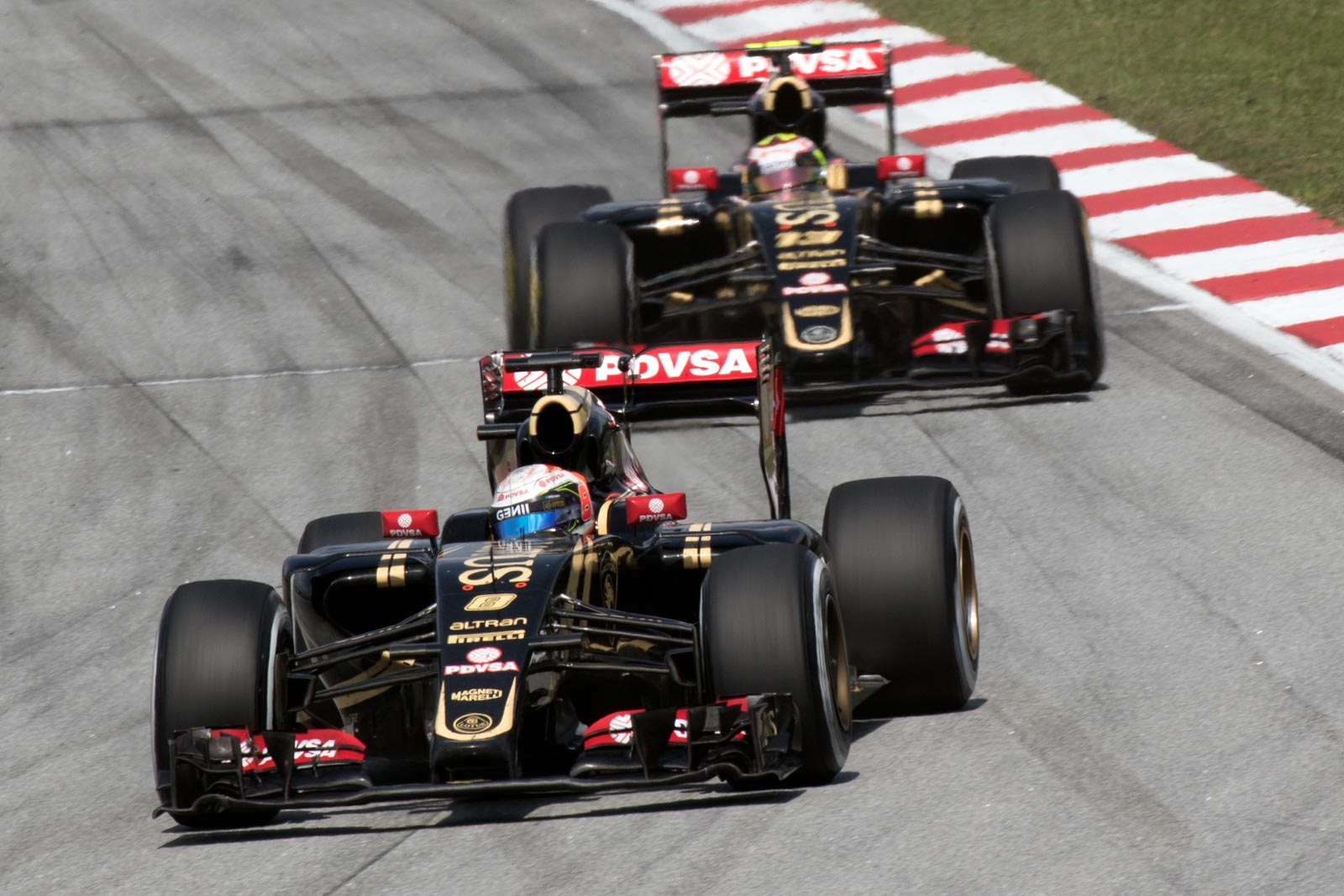
Romain Grosjean y Pastor Maldonado, durante el Gran Premio de Malasia de 2015.

Para 2015, se anunció la continuidad de Pastor Maldonado y Romain Grosjean. Lotus esperaba volver a luchar por las primeras posiciones después de haber llegado a un acuerdo para usar motores Mercedes. El equipo tuvo un debut prometedor al clasificar con sus dos coches entre los diez mejores en Australia; pero en la carrera, ambos pilotos se vieron involucrados en un accidente en la primera curva y tuvieron que abandonar. En China, el equipo obtuvo sus primeros puntos gracias a un 7.º puesto de Romain Grosjean. En las dos siguientes carreras (Baréin y España), el piloto francés volvió a puntuar, siendo de nuevo 7.º y 8.º. Tras marcharse de vacío de Montecarlo por un accidente de Max Verstappen que dejó fuera a Romain Grosjean, tanto este como su compañero terminaron entre los 10 primeros en el GP de Canadá, y Pastor Maldonado repitió su 7.º lugar en Austria. Tras un doble abandono en Silverstone, el equipo volvió a sumar puntos gracias a la 7.ª posición de Romain Grosjean en Hungría.
En el GP de Bélgica, Romain Grosjean termina 3.º tras una gran carrera donde adelantó a varios pilotos, consiguiendo así el primero podio para el equipo desde Estados Unidos 2013.

## Pilotos de Lotus
| - Cliff Allison (1958) - Graham Hill (1958-1959 y 1967-1970) - Innes Ireland (1959-1963 y 1965). - Jim Clark (1960-1968). En la Indy 500 de 1965, se impone y gana. - Stirling Moss (1960-1961). - John Surtees (1960). - Masten Gregory (1961-1963). - Jack Brabham (1962-1963). - Dan Gurney (1962) *DNS. - Chris Amon (1963-1965). - Gerhard Mitter (1964-1966). - Mario Andretti (1968-1969, 1976-1980). - Joakim Bonnier (1969). - Jochen Rindt (1969-1970). - Emerson Fittipaldi (1970-1973). - Ronnie Peterson (1973-1976 y 1978). - Carlos Reutemann (1979). | - Nigel Mansell (1980-1984). - Elio de Angelis (1980-1985). - Roberto Moreno (1982). - Ayrton Senna (1985-1987). - Johnny Dumfries (1986). - Satoru Nakajima (1987-1989). - Nelson Piquet (1988-1989). - Johnny Herbert (1990-1994). - Mika Häkkinen (1991-1992) - Alessandro Zanardi (1993-1994). - Pedro Lamy (1993-1994). - Heikki Kovalainen (2010-2011,2013). - Jarno Trulli (2010-2011). - Karun Chandhok (2011). - Kimi Räikkönen (2012-2013). - Romain Grosjean (2012-2015). - Pastor Maldonado (2014-2015). |

## Monoplazas
La siguiente galería muestra los diferentes modelos utilizados por Lotus lo largo de toda su trayectoria deportiva. En la misma, algunos modelos están representados genéricamente, ya que varios de ellos fueron reutilizados, y presentados como evoluciones de los modelos originales.
|                    |
| Lotus 12 (1958-59) |

|                    |
| Lotus 16 (1958-60) |

|                    |
| Lotus 18 (1960-63) |

|                       |
| Lotus 18/21 (1961-65) |

|                    |
| Lotus 21 (1961-65) |

|                    |
| Lotus 24 (1962-65) |

|                    |
| Lotus 25 (1962-67) |

|                 |
| Lotus 22 (1963) |

|                    |
| Lotus 33 (1964-67) |

|                    |
| Lotus 43 (1966-67) |

|                    |
| Lotus 49 (1967-70) |

|                 |
| Lotus 58 (1968) |

|                     |
| Lotus 49B (1968-70) |

|                     |
| Lotus 49C (1969-70) |

|                 |
| Lotus 63 (1969) |

|                 |
| Lotus 72 (1970) |

|                  |
| Lotus 56B (1971) |

|                     |
| Lotus 72D (1971-73) |

|                     |
| Lotus 72E (1973-75) |

|                 |
| Lotus 76 (1974) |

|                 |
| Lotus 77 (1976) |

|                    |
| Lotus 78 (1977-78) |

|                    |
| Lotus 79 (1978-79) |

|                 |
| Lotus 80 (1980) |

|                 |
| Lotus 81 (1980) |

|                    |
| Lotus 87 (1981-82) |

|                 |
| Lotus 88 (1981) |

|                    |
| Lotus 91 (1982-83) |

|                 |
| Lotus 92 (1983) |

|                  |
| Lotus 93T (1983) |

|                  |
| Lotus 95T (1984) |

|                  |
| Lotus 97T (1985) |

|                  |
| Lotus 98T (1986) |

|                  |
| Lotus 99T (1987) |

|                   |
| Lotus 100T (1988) |

|                   |
| Lotus 101T (1989) |

|                   |
| Lotus 102T (1990) |

|                   |
| Lotus 102B (1991) |

|                   |
| Lotus 102D (1992) |

|                   |
| Lotus T127 (2010) |

|                   |
| Lotus T128 (2011) |

|                  |
| Lotus E20 (2012) |

|                  |
| Lotus E21 (2013) |

|                  |
| Lotus E22 (2014) |

|                         |
| Lotus E23 Hybrid (2015) |

### Campeones mundiales de Fórmula 1 con Lotus
- 1963: Jim Clark; 7 victorias, 7 pole positions, 6 vueltas rápidas.
- 1965: Jim Clark; 6 victorias, 6 pole positions, 6 vueltas rápidas.
- 1968: Graham Hill; 3 victorias, 2 pole positions.
- 1970: Jochen Rindt; 5 victorias, 3 pole positions 1 vuelta rápida. Falleció antes de culminar la temporada y fue el único campeón póstumo de toda la historia de la F1.
- 1972: Emerson Fittipaldi; 5 victorias, 3 pole positions.
- 1978: Mario Andretti; 6 victorias, 8 pole positions, 3 vueltas rápidas.